# Disco Popular (IMS)
Disco Popular es el quinto álbum del Instituto Mexicano del Sonido estrenado el 10 de noviembre de 2017 después del lanzamiento de los dos sencillos "Mi T-Shirt de la NASA" y "Cumbia Bomba" los cuales fueron lanzados en septiembre y octubre respectivamente. El disco fue grabado en Kingston (Jamaica), Ciudad de México (México), Tucson (USA) y Los Ángeles (USA) y cuenta con colaboraciones de: La Yegros, Calexico & Orquesta Mendoza, Press Kay, Lorna, Toots Hibbert, Sly & Robbie, Pamputae & Ranco and Adan Jodorowsky.

## Listado de pistas
1. Mi T-Shirt de la NASA
2. Temblando Feat. La Yegros, Calexico & Orkesta Mendoza
3. Menea tu Cuerpo Feat. Press Kay
4. Dame Un Besito
5. Delirando
6. Pa la Calle Feat Lorna
7. Rebel Feat. Toots Hibbert, Sly and Robbie
8. Not a Rebel (Margaret Thatcher)
9. En el Batey
10. Popular Feat. Pamputae & Ranco
11. La party esta pa arriba pero a mi me da pa abajo
12. Las Marcas del Amor Feat. Adan Jodorowsky